# Wilhelm Emanuel Schweizerbart
Wilhelm Emanuel Schweizerbart (* 26. März 1785 in Stuttgart; † 2. September 1870 in Untertürkheim) war ein Gürtler und Verleger.

## Leben
Schweizerbart leitete 1809 eine eigene Gürtler-Werkstatt. 1826 gründete er zusammen mit Johann Konrad Friederich den Verlag „Expedition des Werkes unserer Zeit“. Nach ihrer Trennung wurde der Verlag 1830 in E. Schweizerbart’sche Verlagsbuchhandlung umbenannt, nun erweitert um eine Buchdruckerei. Mit der (formal unabhängigen) Gebrüder Borntraeger Verlagsbuchhandlung existiert eine enge Verlagsgemeinschaft.
Schweizerbart verlegte vor allem wissenschaftliche Werke und Belletristik, so 1832 Eduard Mörikes Maler Nolten. 1841 verkaufte er den Verlag an seinen Neffen Christian Friedrich Schweizerbart. 1862 gab der Verlag die deutschen Übersetzungen von Charles Darwins Werken heraus.